# Habřinka
Habřinka je část obce Bukovka v okrese Pardubice. Nachází se na severovýchodě Bukovky. V roce 2009 zde bylo evidováno 46 adres. V roce 2001 zde trvale žilo 126 obyvatel.
Habřinka leží v katastrálním území Bukovka o výměře 5,55 km2.

## Pamětihodnosti
- Pomník padlých v 1. světové válce v Habřince
- Dřevěná zvonice z roéku 1896
- litinový kříž na pískovcovém soklu z roku 1890